# Estação La Moraleja

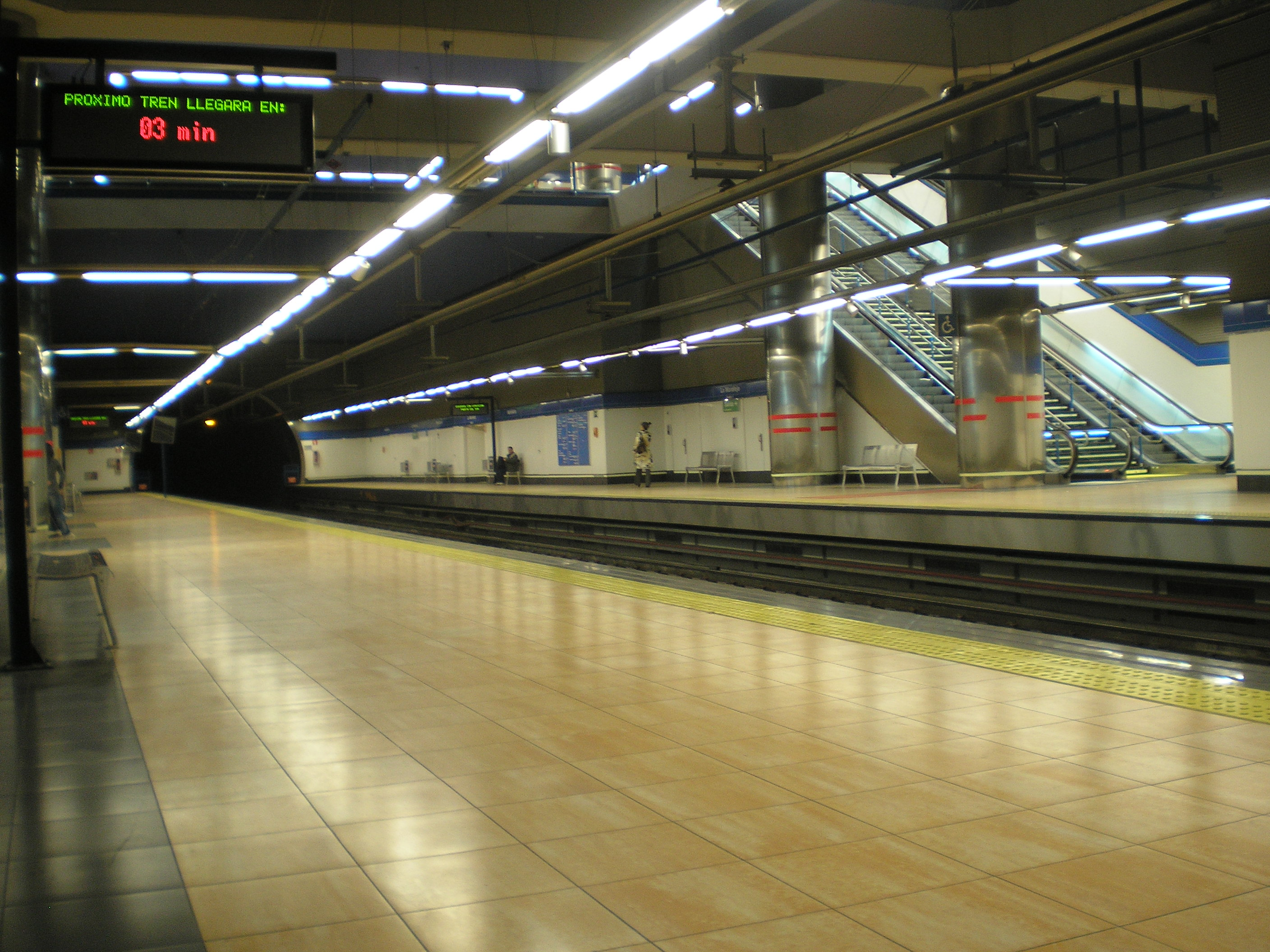
Estação de La Moraleja

La Moraleja é uma estação da Linha 10 do Metro de Madrid situada no município de Alcobendas, na Avenida de Bruselas.
A estação abriu ao público em 26 de abril de 2007.